# Personnages de Grand Theft Auto IV
Plusieurs personnages apparaissent dans Grand Theft Auto IV, dont les événements du jeu se passent en automne 2008. Les personnages apparaissant dans le jeu sont divers et peuvent être issus de différents milieux sociaux et de différents quartiers de Liberty City (inspiré de New York) ou de l'État d'Alderney (inspiré du New Jersey). Le joueur incarne Niko Bellic, un immigrant de l'Europe de l'Est. Aucun des personnages des précédents jeux ne revient dans GTA IV.
Contrairement aux précédents GTA, aucune grande célébrité prête sa voix à un personnage dans Grand Theft Auto IV et les développeurs optent pour des acteurs moins connus tels que Michael Hollick, Jason Zumwalt, Anthony Patellis, Moti Margolin, Thomas Lyons, Timothy Adams ou Coolie Ranx. Néanmoins, on peut entendre aux stations de radios des grands noms tels que Black Sabbath, Iggy Pop, Karl Lagerfeld, Stevie Nicks, Juliette Lewis, Daddy Yankee, ou encore DJ Premier, DJ Green Lantern, Viktor Tsoï, Lazlow, et des réels comédiens comme Katt Williams et Ricky Gervais peuvent être vus si le joueur va dans une salle de théâtre dans Liberty City ou sont interviewés à la radio.
Pour la première fois dans la série, Grand Theft Auto IV offre à plusieurs moments dans le jeu des choix à faire, où le joueur peut choisir d'épargner ou de tuer une personne importante dans le jeu, ou devoir choisir de tuer un personnage ou l'autre. Dans ces situations, le joueur peut choisir de faire différentes exécutions possibles. Il y a donc deux fins possibles à l'histoire du jeu, où le joueur devra à un moment du scénario choisir la revanche ou le deal avec un protagoniste du jeu. Les deux choix ont un scénario différent, et des missions différentes. Chaque choix affecte le joueur.

## Personnages principaux

### Nikolaî«Niko»Bellic
Niko Bellic (serbe : Нико Белић), né en 1978, est le personnage principal du jeu. D'origine Serbe, il a 30 ans (selon son profil sur le site de rencontre fictif du jeu Lovemeet) et vient aux États-Unis pour refaire sa vie à Liberty City, mais tout ne sera pas aussi facile que prévu. Son cousin Roman lui avait promis qu'il vivait le « rêve américain » : les belles voitures, les villas, la richesse, etc. Niko y croyant, le rejoint donc pour échapper à son passé, mais également pour rechercher celui qui serait responsable de la trahison de son unité et de la mort des autres membres de l'unité lorsqu'ils étaient soldats dans l'armée serbe lors de la guerre de Bosnie-Herzégovine. Il traque donc tout au long du jeu les deux autres survivants de l'unités pour trouver le responsable. Arrivé à Liberty City, il découvre que son cousin lui avait menti sur sa vie et était pauvre et accablé de dettes, notamment envers des organisations criminelles. Niko sera amené plusieurs fois à être le « garde du corps » de son cousin Roman, mais travaillera également pour plusieurs organisations criminelles pour gagner sa vie et payer les dettes de son cousin. Il croisera plusieurs fois la route de Johnny Klebitz et Luis Fernando López, tous deux personnages principaux de Grand Theft Auto: Episodes from Liberty City.
Interprété par Michael Hollick.

### Roman Bellic
Roman (serbe : Роман Белић), né en 1977, est le cousin de Niko. Aussi d'origine serbe, il a 31 ans. D'un caractère bien plus tendre que son cousin, il enchaîne les pertes aux jeux d'argent, se retrouvent accablé de dettes. Beau parleur, il décide alors de s'inventer une vie remplie de jolies filles, d'argent, etc. afin d'attirer Niko à Liberty City, pour qu'il lui vienne en aide. Roman est le seul contact de Niko au début du jeu.
Il possède une petite compagnie de taxis basée à Hove Beach (inspiré de Brighton Beach), quartier des immigrants d'Europe de l'Est. Il a une fâcheuse tendance à dépenser son argent au jeu et à emprunter à des usuriers peu recommandables. Ivrogne, il est amoureux de Mallorie, sa secrétaire, qu'il épousera vers la fin du jeu, mais il a du mal à rester fidèle. Dépendamment des actions du joueur, son sort final change. Lors de la première fin, en tentant de tuer Niko, un assassin tuera Roman lors du mariage de ce dernier. Dans l'autre fin, l'amour de Niko, Kate, se fera tuer au mariage de Roman. Roman survivra donc et accompagnera Niko pendant la dernière mission du jeu pour venger Kate. Dans les deux fins, lors des crédits, Niko apprendera, soit par Roman ou par sa femme, que Mallorie est enceinte. Si Roman est encore en vie, il promettras d’appeler son enfant Kate si l'enfant est une fille.
Interprété par Jason Zumwalt.

### Dimitri Rascalov
Dimitri Rascalov (russe : Дмитрий Раскалов), né en 1969, est une personne d'origine russe qui a 39 ans. Il est le meilleur ami et le bras droit de Faustin, un mafieux russe. Il est recherché par la police pour blanchiment d'argent. Dimitri demandera à Niko de tuer Faustin après l'assassinat de Lenny Petrovic, le fils du parrain d'une autre mafia russe. Mais peu après, il trahira Niko en s'alliant avec Ray Bulgarin, et tentera par la suite de tuer Niko plusieurs fois, notamment en kidnappant Roman, ou en s'attaquant à ses amis. Il sera finalement tué par Niko soit sur l’île de l'Hilarité (Inspiré de Liberty Island), soit sur son bateau nommé le Platypus, selon les choix du joueur. C'est le principal antagoniste du jeu.
Interprété par Moti Margolin.

### Patrick«Packie»McReary
Patrick McReary, surnommé Packie, est d'origine irlandaise, né en 1979, truand, et fait partie de la famille McReary, dont Niko rencontrera plusieurs membres lors du jeu. Il vit chez sa mère avec sa sœur Kate, bien qu'il n'ait pas vraiment l'air de les apprécier. Elizabeta, un trafiquante de drogue, et lui se connaissent très bien, et sa sœur Kate s'intéresse assez à Niko, bien que Packie ne veuille pas que Niko lui mette la main dessus. Il travaille en sous main pour les Pegorino, une famille mafieuse. Lorsque le joueur devient suffisamment ami avec Packie, celui-ci pourra le fournir en bombe. Dans The Ballad of Gay Tony, vers la fin du générique, on peut voir Patrick descendre d'un taxi avec un sac à son dos et se diriger vers l'entrée de l'aéroport, on voit ensuite son avion décoller pour Los Santos ( Inspiré de Los Angeles). Il apparaît par la suite dans Grand Theft Auto V, où il pourra participer à des braquages avec le joueur.  
Interprété par Ryan Johnston.

### James«Jimmy The Peg»Pegorino
Jimmy Pegorino, né en 1957, est le chef de la famille Pegorino, une famille mafieuse italienne peu renommée opérant à Alderney City, et en lutte avec les 5 autres familles de la ville. Ambitieux au-delà de toute mesure, il se voit comme un parrain de haut niveau et rêve d'intégrer les rangs du « conseil » mafieux de la ville. Il n'est en réalité qu'un second couteau méprisant et cruel, aux idées saugrenues, dont l'épouse blasée fricote de façon ambigüe avec son adjoint Phil Bell. Entouré en majorité d'incapables notoires, ou de mouchards, il tente à la fois d'amadouer les autres familles de Liberty City et de semer la pagaille dans leurs activités. Le FIB (inspiré du FBI) est toujours à ses trousses. Selon les choix du joueur, il mourra de façon violente soit de la main de Niko lui-même, soit de celle de Dimitri Rascalov, avec qui il tente de trafiquer. Il est le second antagoniste du jeu.
Interprété par Tony Patellis.

### Jacob«Little Jacob»Hugues
Jacob Hughes, né en 1982, plus communément appelé Little Jacob est un trafiquant d'armes et de drogue d'origine jamaïcaine, habitant dans Dukes (inspiré du Queens). Il travaille pour son ami Badman. Il est un bon ami de Roman Bellic, qui mettra son cousin et Jacob en contact. Niko pourra l'appeler pour effectuer des livraisons plus ou moins périlleuses de drogue à travers la ville. Il fume presque constamment de la Marijuana.  Une fois que les relations entre le joueur et Little Jacob sont à leur paroxysme, il apportera à Niko en personne des armes n'importe où dans la ville, le coffre de sa voiture en étant rempli. Jacob est un des plus proches amis de Niko, et le restera en permanence. 
Interprété par Coolie Ranx.

## Autres protagonistes

### Johnny Klebitz
Johnny Klebitz, né en 1974, protagoniste principal de Grand Theft Auto: The Lost and Damned est un biker juif  de 34 ans membre du gang The Lost. En conflit avec d'autres gangs rivaux comme le gang de bikers The Angels of Death, Il est bien plus violent que Niko. De même, Johnny semble moins calme et sage que son comparse. Le joueur croisera plusieurs fois la route de ce dernier. Il faut noter que Niko est l'assassin de Jim Fitzgerald, qui est le meilleur ami de Johnny, sans que ce dernier ne le sache. De même que Johnny est celui qui a kidnappé Roman Bellic à la demande de Dimitri Rascalov, sans que Niko le sache. Il réapparaît dans Grand Theft Auto V, où il se fait tuer par Trevor Philips, un des protagonistes du jeu.  
Interprété par Scott Hill.

### Luis Fernando López
Luis Fernando López, né en 1983, est le protagoniste de The Ballad of Gay Tony. C'est un ex-gangster d'origine dominicaine de 25 ans qui travaille en tant que garde du corps pour Tony Prince, un dirigeant de boites de nuit. Luis apparait dans  GTA IV quand Niko braque la banque de Liberty City avec la famille McReary, mais également dans Grand Theft Auto: The Lost and Damned quand Niko et Johnny effectuent un deal dans un musée, où il vient semer la panique. Il apparait également lors d'une autre mission, où il effectue un deal avec Niko et Packie pour récupérer Gracie Ancelotti, fille d'un mafieux et kidnappé par ces deux derniers. 
Interprété par Mario D'Leon.

## Personnages secondaires

### Derrick McReary
Derrick McReary, né en 1956, est l'aîné de la fratrie McReary. Après des années d'absence, il est revenu d'Irlande. Il a des problèmes d'alcool et de drogue, et Packie demandera à Niko de garder un œil sur lui. Ce dernier l'aidera lors du braquage de la banque organisé par sa famille, mais également à se débarrasser d'anciens amis gênants. Francis, le frère de Derrick et policer, demandera finalement à Niko de le tuer, et le héros devra choisir qui tuer entre les deux frères.
Interprété par George Feaster.

### Gerald«Gerry»McReary
Gerald, né en 1973, est un des frères de Packie et le troisième garçons des McReary. Il travaille avec la famille mafieuse des Pegorino. Au départ réticent à accorder sa confiance à Niko, il finit par travailler avec lui. Il se fera rapidement arrêter et emprisonner au Pénitencier Fédéral d'Alderney. Malgré son emprisonnement, il continuera de donner des missions à Niko, notamment quand ce dernier s'occupe de l'enlèvement de Gracie Ancelotti, la fille d'un mafieux.
Interprété par PJ Sosko.

### Kate McReary
Kate, née en 1980, est la seule fille de la famille McReary, et la seule qui n'a jamais commis de crime. Niko en tombe presque amoureux. Il compte sur elle pour enfin pouvoir se "caser" et laisser derrière lui son passé de violence, mais elle refusera toujours d'avoir des relations intimes avec lui. Dans les deux fins elle et Niko cesseront de se fréquenter. Dans une des fins, elle sera tuée d'une rafale de Kalachnikov par Pegorino au mariage de Roman. Dans l'autre, elle perdra son estime envers Niko et refusera de le revoir.
Interprété par Marry Donnelly.

### Phil Bell
Phil Bell, né en 1968, vivant à Alderney, est un homme d'affaires, et un ponte de la mafia de Jimmy Pegorino dont il est son bras droit. Il accepte d'aider Niko à retrouver la personne qu'il cherche, mais devra rendre quelques services à Jimmy Pegorino. Phil est associé avec un autre mafioso appelé Ray Boccino. Il détient avec Pegorino un strip-club nommé Honkers, au sud d'Alderney. Il est assez paranoïaque et très précautionneux. Il est le seul membre du clan Pegorino à ne pas être tué ainsi que le seul que Niko respecte (ce dernier ayant très peu d'estime pour Ray et Jimmy).
Interprété par Frank Bonsangue.

### Elizabeta Torres
Elizabeta Torres, née en 1977, a été pendant plus de 10 ans, une trafiquante de drogue de bonne renommée dans Bohan (inspiré du Bronx). Son succès est essentiellement dû au fait qu'elle régulait son trafic, tout en prenant soin d'éliminer les personnes devenant gênantes pour son activité, ou en les soudoyant. Malheureusement, la répression contre les trafiquants de drogue a augmenté, et n'a fait que rendre Elizabeta de plus en plus nerveuse, développant alors une dépendance à la drogue, et une paranoïa dangereuse. Elle sera arrêtée par le FIB puis condamnée à 300 ans de prison.
Interprété par Charlie Parker.

### John«Jon»Gravelli
John Gravelli, né en 1923, est un parrain âgé de 85 ans, qui est à la tête de la famille Gambetti depuis 1978, la plus puissante et ancienne famille mafieuse de la ville. Personnage influent, il demandera à Niko, de son lit d'hôpital avant de mourir, de lutter contre le nouveau crime organisé des "immigrants" à Liberty City. Il mourut par la suite. 
Interprété par Madison Arnold.

### Florian«Bernie Crane»Cravić
Florian Cravić, né en 1976, est une des deux personnes que Niko recherchait à Liberty City pour les tuer. Homosexuel un peu caricatural, il est venu à Liberty City pour vivre sa sexualité ouvertement, sous un nouveau nom, Bernie Crane. Après avoir trouvé son appartement et se rendant compte qu'il n'y est pour rien dans la trahison de son unité, Niko le laisse vivre. Il l'aide même à réaliser quelques services. Il le débarrassera notamment d'un agresseur homophobe et de truands russes dirigé par Dimitri Rascalov, qui font chanter son amant Bryce Dawkins, l'adjoint au maire, qui l'entretient aux frais du contribuable. Il se dit "coach en style de vie", mais passe le plus clair de son temps à faire du sport et bronzer.
Interprété par Timothy J.Alex.

### Manuel«Manny»Escuela
Manny Escuela, né en 1973 et mort en 2008,  est un ancien gangster du sud de Bohan, qui a décidé de repartir à zéro, de faire une croix sur son ancienne vie. Il s'engage alors à aider les autres à faire de même. Il est résolu à rétablir la tranquillité dans le quartier en nettoyant les rues infestées de trafiquants de drogue, en aidant les gosses et en dirigeant le "Saint Mary's Community Project". Il filme son combat pour en faire un documentaire, et en laisser une trace. Personnage caricatural, exubérant, intellectuellement limité, il parle énormément. Niko ne peut pas le supporter, mais l'aide, notamment en massacrant des revendeurs de drogue. Lui et son cameraman se feront tuer par Elizabeta d'une balle dans la tête pour avoir révélé sa localisation à la police. Leurs cadavres sont vendus à un trafiquant d'organes.
Interprété par Berto Colon.

### Bruce«Brucie»Kibbutz
Brucie, né en 1977, est un homme d'affaires aux activités douteuses, principalement dans le domaine automobile, créateur du "Brucie's Executive Lifestyle". Fervent adepte du fitness, consommateur de stéroïdes de requin bulldog, adorateur de voitures, et se considérant VIP, il a une très grande estime de lui-même, et n'hésite pas à s'exposer sur le devant de la scène. Il vit très généreusement, rien qu'avec les plus belles femmes et les plus belles voitures, tout ce qu'il y a de plus exubérant. L'abus d'hormones mâles provoque chez lui des accès de virilité excessive. Brucie rencontre Niko par l'intermédiaire de Roman, et il lui offrira ses services de pilote d'hélicoptère-taxi quand ils entretiendront d'excellentes relations amicales. Brucie à un grand frère qui s’appelle Mori que l'on connait plus dans The Ballad Of Gay Tony. Dans GTA 5, il est devenu le porte parole des stéroïdes de requin bulldog et apparaît donc sur le site web du jeu de cette entreprise. En 2019, en mode Online de GTA V, le personnage apparaît dans la mise à jour The Diamond Casino & Resort. Il est devenue le coach personnel de Tao Cheng, un autre personnage venant du mode histoire de GTA V. Cependant, Brucie lui fera consommer ses stéroïdes, ce qui auras pour effet de rendre Tao particulièrement agressif.    
Interprété par Timothy Adams.

### Vladimir«Vlad»Glebov
Vladimir Glebov, né en 1963 et mort en 2008, russe d'origine, est un truand tyrannique, un homme d'affaires, un prêteur d'argent, et le patron du bar Comrades (Camarades, en français). Il se décrit comme un puissant et intimidant personnage, imposant le respect, et exerçant une influence sans faille de Hove Beach. S'il se réveillait, il constaterait qu'il n'est qu'un faible criminel, essayant de s'accorder les faveurs des grands de Liberty City, aux activités mineures et sans grand intérêt. Son propre patron, Mikhail Faustin, le décrit comme un « abruti ».
Roman lui devant de l'argent, il le persécute. Lorsque Niko s'aperçoit que Vlad a une aventure avec Mallorie, la copine de Roman, il décide de mettre un terme à ces persécutions et le poursuit jusqu'aux docks où il le tue avant de jeter son corps à la mer ; la police pense qu'il a disparu.
Interprété par Misha Kuznetsov.

### Francis«Frankie»McReary
Francis McReary, né en 1963, est un flic corrompu d'origine irlandaise. Il sait beaucoup de choses sur le passé de Niko, et n'hésitera pas à s'en servir pour obliger Niko à effectuer quelques « contrats » pour lui. Il a trois frères dont Patrick, pour qui Niko travaillera également. Sans scrupules, il a une vision très personnelle de la vie et de sa contribution à la communauté. Tout le monde le voit comme un ripou, il se voit comme un « bon gars ». Néanmoins soutenu par ses collègues, il ambitionne de devenir commissaire. Il se retrouvera en conflit ouvert avec Derrick, son frère, qu'il soupçonne de vouloir le « balancer » à la presse. Niko aura le choix entre tuer l'un ou l'autre des deux frères.
Interprété par Thomas Lyons.

### Mallorie Bardas-Bellic
Mallorie Bardas, née en 1979, devient vers la fin du jeu la femme de Roman Bellic et est l'amie d'Elizabeta et de Michelle. Porto-ricaine, elle vit à Bohan et travaille comme secrétaire pour Roman au début du jeu. Femme sensible et humaine, elle a cependant un goût discutable en ce qui concerne les hommes. Le fait qu'elle ait couché avec Vlad, truand russe abject et laid, incite Niko à le tuer, ce qui déclenche une cascade d'évènements modifiant à grande échelle l'existence des cousins Bellic.
Interprété par Elena Hurst.

### Raymond«Ray»Boccino
Ray, né en 1976 et mort en 2008, de son vrai nom Raymond, est un truand d'origine italienne de grande envergure. Il se désigne comme un membre important de la Liberty City Cosa Nostra. Il est le propriétaire du Drusilla's, un restaurant italien qui se situe sur Little Italy, inspiré du vrai Little Italy. Il kidnappa Jim Fitzgerald, un personnage de The Lost and Damned, également après avoir demandé des services à Johnny. Dévoré par l'ambition, hypocrite, il sera exécuté par Niko sur demande de Jimmy Pegorino lorsque celui-ci l'estimera dangereux.
Interprété par Joe Barbara.

### Tray«Playboy X»Stewart
Playboy X, né en 1983, est un ami d'Elizabeta, qui a été présenté à Niko par cette dernière. Il habite à Algonquin (inspiré de Manhattan), dans un grand loft, où il effectue la majeure partie de son business. Il avait d'ailleurs l'habitude d'en faire avec un ami nommé Dwayne Forge, récemment sorti de prison. Dwayne était son protecteur, celui qui lui a tout appris mais Playboy X se passe désormais de son aide. Charmeur, ambitieux, il se donne des objectifs de philanthrope tels que bâtir des écoles ou travailler dans le bâtiment pour justifier ses activités de trafiquant de drogue. Il n'est en réalité qu'un criminel parvenu, hypocrite et sans scrupules. À un certain moment du jeu, Niko devra choisir de tuer Dwayne Forge ou Playboy X (son appartement deviendra une planque s'il tue Playboy X).
Interprété par Postell Pringle.

### Mikhail Faustin
À l'arrivée de Niko à Liberty City, Mikhail Faustin, né en 1963 et mort en 2008, d'origine russe, est l'un de ses employeurs et représente la mafia Russe avec son bras droit, Dimitri Rascalov. C'est également le propriétaire d'un cabaret nommé Perestroïka. Truand irascible, autoritaire, d'humeur imprévisible, il est dépressif et drogué. Il demandera à Niko de sortir sa fille Anna des griffes d'un des membres du gang des Lost, Jason Michaels. Niko devra ensuite le tuer sur le conseil de Dimitri, après que Niko ai tuer le fils de la famille mafieuse Petrovic sur ordre de Mikhail. Puis, Niko retrouvera sa femme Ilyana par hasard à Hove Beach, qui lui demandera de libérer Anna de la mauvaise influence d'un amant pornocrate.
Interprété par Karel Roden.

### Dwayne Forge
Dwayne Forge est un afro-américain né en 1973, ami de Playboy X qui vient de sortir de prison. Alors qu'il fut "le roi du crack", qu'il contrôlait Bohan et les quartiers nord d'Algonquin au début des années 1990, il a aujourd'hui perdu sa copine, ses amis et son pouvoir. Playboy X demandera à Niko d'aider Dwayne puis tentera d'obliger Niko à le tuer, Dwayne devenant gênant pour ses affaires. Bandit au physique imposant, charismatique, il est violent, inculte mais fidèle en amitié et tient à conserver une certaine "éthique". Au-delà d'une certaine amitié, il fournira sur demande de Niko deux de ses collègues "gangstas" en renfort.
Interprété par Devin Richards.

### United Liberty Paper (U.L. Paper)
UL Paper est un bureau gouvernemental situé à Liberty City dont le directeur (on ne connait pas son nom, mais il semble avoir des origines serbes) engage Michelle (de son vrai nom Karen) pour appâter Niko. Puis le directeur donnera des missions en échange de Darko Brevic, la deuxième personne pour qui Niko est venu à Liberty City. Le personnage réapparaît dans Grand Theft Auto V et Grand Theft Auto: Online ou il est confirmé que l'agence était la IAA, équivalent réel de la CIA, ainsi que son prénom qui serait Bernard. 
Interprété par Milton James ( Gta 4/5) et par Jeff Steitzer (Gta Online).

### Karen«Michelle»
Karen, née en 1981, est le premier personnage féminin avec qui Niko Bellic aura l'occasion de sortir peu après son arrivée à Liberty City. Elle lui est présentée sous le nom de Michelle par Mallorie, la copine de Roman dont elle est une amie. Roman et Mallorie incitent vivement les deux personnages à faire plus ample connaissance, se divertir et avoir des relations sexuelles. Au cours de leurs sorties, Michelle est énigmatique, et pose beaucoup de questions à Niko, faisant mine de s'intéresser à lui et à sa vie. Elle tombe vite dans ses bras. Niko apprend plus tard, que Michelle s'appelle en réalité Karen et qu'elle travaille sous couverture pour le gouvernement, par le biais de l'U.L.Paper. Chargée de surveiller au plus près Niko et de mettre Elizabeta Torres hors d'état de nuire, elle dira tout à Niko en lui enjoignant de lui remettre un sac plein de coke récupéré plus tôt pour le compte d'Elizabeta. Elle mettra ensuite Niko en contact avec son patron, l'U.L. Paper. Elle réapparaît par la suite dans Grand Theft Auto V et Grand Theft Auto: Online, toujours en travaillant pour le gouvernement. 
On ne sait pas grand-chose de sa vie. On devine qu'elle a un passé chargé, et que n'ayant plus le choix, elle a été contrainte de se mettre au service de l'U.L. Paper. À la fin de sa mission, sa vie lui est « rendue ».
Interprété par Rebecca Henderson (actrice).

### Teafore«Real Badman»Maxwell-Davies
Real Badman est un trafiquant de drogue originaire de Jamaïque, compagnon de Little Jacob. Étant donné qu'il parle un argot mélange d'anglais et de créole jamaïcain, Little Jacob servira de « traducteur » entre lui et Niko.
Interprété par Seeborn.

## Personnages mineurs

### Anthony«Gay Tony»Prince
Tony Prince est une figure du monde de la nuit de Liberty City possédant un club gay et un club hétéro considérés comme des institutions de la ville. Le personnage apparaît surtout dans The Ballad of Gay Tony. Nostalgique des années 1980 et en perte de vitesse, il prend Luis Lopez comme associé pour redynamiser ses affaires. Dépressif, se sentant en bout de course et démoralisé par son âge, il est également en couple avec un jeune junkie qui le fréquente uniquement pour son argent. En proie aux dettes, il accepte de rendre service à différentes organisations criminelles bien que les implications le dépassent de beaucoup. Il réapparaît dans Grand Theft Auto: Online en 2018 dans la mise à jour After Hours, ou il aide le joueur à gérer une boite de nuit. 
Interprété par David Kenner.

### Cherise Glover
Cherise Glover est l'ancienne petite amie de Dwayne, mais elle l'a trahi avec son nouveau copain Jayvon. Niko aura le choix entre l'épargner ou la tuer, avant d'aller régler son compte à Jayvon. Dans le premier cas, il pourra la retrouver quelque temps plus tard et devra l'aider à se débarrasser d'un amant violent.
Interprété par Ja'Tovia Gary.

### Eddie Low
Eddie Low est un personnage que Niko Bellic va croiser à deux reprises par hasard dans la rue. Dès le premier abord, Eddie montre un comportement plutôt inquiétant. Lors de la première mission, le joueur l'amener au port pour qu'il jette un sac de sport à l'eau. On comprend par la suite que c'est une tête. Eddie est en fait un tueur en série qui sévit dans Liberty City. Il tue et décapite des passants. Il va d'ailleurs essayer de s'en prendre à Niko lors de la deuxième rencontre, ce qui lui sera fatal. Eddie Low n'est pas sans évoquer Hannibal Lecter, le psychiatre enfermé dans Le Silence des Agneaux. En effet, sa coiffure, son nez, ses lèvres et ses oreilles font nettement allusion à ce personnage si inquiétant lui aussi.
Interprété par Victor Verhaeghe.

### Darko Brević
Darko Brević est une des deux personnes que Niko recherchait à Liberty City. Après avoir réalisé des services pour le gouvernement, Niko sera aidé, et on lui ramènera à Liberty city Darko, qui était caché à Bucarest. Le joueur a le choix de le tuer ou de le laisser en vie. Dans les deux cas, Niko regrettera son acte.
Interprété par Michael Medeiros.

### Tom Goldberg
Tom Goldberg est un avocat travaillant pour Goldberg, Ligner & Shyster, un cabinet d'avocat à Liberty City. Il se considère comme le chevalier blanc dans la lutte contre la corruption et le crime. Il est prêt à tout pour arriver à ses fins, estimant que personne n'est au-dessus de son jugement. Dans une démo présentée aux journalistes par Rockstar Games, Niko reçoit un appel téléphonique de l'officier de police Francis McReary, recevant l'ordre d'assassiner Tom Goldberg. Niko prend alors un taxi et se rend au cybercafé TW@ café pour soumettre un faux CV à Goldberg, Ligner & Shyster à partir du navigateur web du jeu. Il fixe une entrevue avec Goldberg avant d'aller s'acheter un complet. Une fois arrivé à son entrevue, Niko tue l'avocat dans son bureau puis tombe dans une fusillade avec les forces de l'ordre s'il a opté pour une manière bruyante.
Interprété par Jonathan Hanst.

### Lola Del Rio
Tout comme Elizabeta, Lola figure sur l'un des dessins promotionnels du jeu. C'est une prostituée qui se prostitue à Star Junction (équivalent de Times Square) et aux docks d'Algonquin, mais elle n'apparaît pas dans le jeu.
Aucun acteur.

### Brian O'Toole
Brian O'Toole est un policier qui fait la promotion du recrutement au sein du Liberty City Police Departement. Son slogan est "Protégez la liberté et combattez les terroristes, peu importe le prix.". Il n'apparaît pas physiquement dans le jeu.
Aucun acteur.

### Bryce Dawkins
Bryce Dawkins est l'adjoint au maire de Liberty City. Il est un ultra-conservateur et aime faire ressentir les valeurs familiales vis-à-vis des autres. Son panneau publicitaire indique « Choisissez votre futur. Choisissez l'abstinence. », tandis que son slogan est « L'abstinence… la vie est belle quand vous ne l'avez tout simplement pas ». On apprend par la suite que Bryce Dawkins, malgré sa vie de famille, entretient une relation homosexuelle avec Florian Cravic (alias Bernie Crane), un ancien ami de Niko. Il n'apparaît pas dans physiquement dans le jeu.
Aucun acteur.

### Bledar Morina
Bledar Morina, d'origine Albanaise, est un prêteur d'argent à Broker. Il fait très souvent chanter les gens, est un truand, mais fait du fitness. Le joueur finit par le tuer ou le tabasser (selon son choix) sur un terrain de basket.
Interprété par Gregory Korostishevsky.

### Gracie Ancelotti
Gracie est la fille du chef de la mafia Ancelotti. Niko la kidnappera pour le compte de la famille McReary. Elle sera finalement rendue à son père lors d'un échange de diamants contre sa vie avec Luis Lopez et Tony Prince. Chipie, hystérique, elle a un caractère bien trempé. Niko en viendra aux mains à plusieurs reprises pour la calmer.
Interprété par Rebecca Benhayon.

### Alex Chilton
Alex Chilton est l'un des personnages féminins que Niko peut rencontrer sur le Net. À un moment de l'évolution du jeu, elle apparaît sur la liste des femmes cherchant des rencontres sur le site craplist.net sous le pseudo Liberated Woman. Caricature de Paris Hilton, elle est obsédée par les vêtements. Elle donnera à Niko la possibilité d'obtenir un rabais de 50 % dans les magasins de vêtements de toute la ville. Fille d'une riche famille d'Algonquin, elle habite un quartier huppé de la ville. Superficielle, immature, oisive, elle tient un blog où elle raconte tout de sa vie qu'elle croit passionnante, jusqu'à ses aventures sexuelles les plus débridées. Alex s'imagine comme une personne supérieurement intelligente, douée de talents d'écrivain, metteur en scène etc. Elle est en réalité complètement inculte, fragile, névrosée et a des problèmes d'identité. L'abus d'alcool la rend agressive et déprimée. Elle aime raconter des anecdotes croustillantes et envoyer des messages coquins.
Interprété par Samantha Soule.

### Carmen Ortiz
Carmen Ortiz peut être rencontrée par Niko via l'Internet, sur le site Love-meet.com, où elle est inscrite sous le pseudo Sobohoe (raccourci de South Bohan Hoe, littéralement "Pute de South Bohan"). Native de Bohan, elle est latino-américaine, travaille comme infirmière, mais son emploi ne lui plaît guère. Carmen est une personnalité fière, pleine d'ambition, rêvant d'aller vivre à Algonquin et estimant que sa place est à la télé. Elle voudrait vivre la vie des riches des reality shows et espère devenir célèbre, bien qu'elle ne sache pas comment faire. Imbue d'elle-même, parlant souvent d'elle à la troisième personne, obsédée par l'argent et l'apparence, elle se voit beaucoup plus sexy qu'elle ne l'est en réalité. C'est aussi une femme libérée, qui peut avoir plusieurs amants en même temps et qui n'aime pas s'attacher, sauf si on est prêt à y mettre le prix, au sens propre. Après votre premier rapport sexuel avec elle, elle vous proposera de remonter votre vie en un coup de téléphone (vu qu'elle est infirmière) grâce à un "Petit bisou" d'amour. On apprend qu'elle a déjà couché avec Luis Lopez, Henrique Bardas et Armando Torres lors d'une mission dans The Ballad of Gay Tony.
Interprété par Elan Luz Rivera.

### Kiki Jenkins
Kiki Jenkins est le troisième et dernier personnage féminin que Niko peut rencontrer sur Internet. Elle est inscrite sur Love-meet.com sous le pseudo Lawchick. Américaine, c'est une avocate pénaliste. Elle n'est pas à une contradiction près, se targuant de grands principes moraux mais couchant le plus souvent avec des fous criminels dangereux, qu'elle rencontre dans son métier. Elle est employée dans le cabinet d'avocats Goldberg, Ligner & Schyster. Elle a également des activités de charité. Ses opinions sont tolérantes, libérales sauf pour ce qui concerne la relation amoureuse où elle se montre très conservatrice. Elle rêve d'un monde meilleur et est consciente de ses privilèges. Personnage un peu naïve, sensible et romantique, elle tombe amoureuse de Niko. À partir d'un certain degré d'intimité, elle pourra lui permettre "d'effacer son ardoise" s'il lui téléphone. Elle semble très possessive envers Niko et semble même traquer Niko à son insu.  
Interprété par Kim Howard.

### Rodislav«Ray»Bulgarin
Rodislav Bulgarin (russe : Родислав Булгарин) est un truand d'origine russe opérant en Méditerranée et l'un des ennemis jurés de Niko. À l'époque où Niko travaillait pour lui notamment comme passeur d'immigrés clandestins, un accident a causé la perte d'un bateau appartenant à Bulgarin et fait avorter l'opération. Niko a survécu en s'échappant à la nage. Bulgarin l'ayant tenu pour responsable, il le poursuit jusqu'à Liberty City pour qu'il lui paye sa "dette". Bulgarin est de mèche avec Dimitri Rascalov, qui l'aidera à le retrouver pour lui tendre un piège. Après une seconde embuscade, cette fois pour récupérer des diamants lui appartenant soi-disant. Ce dernier, après une vendetta ratée contre Luis lopez (Le héros de la seconde extension), sera tué dans son jet privé, alors qu'il essayait de s'enfuir en Russie.
Interprété par Vitali Baganov.

### Anna Faustin
Anna Faustin est la fille de Ilyena et Mikhail Faustin. Niko sera chargé par le père d'Anna d'éliminer son amant encombrant Jason Michaels, lieutenant d'un gang de bikers appelé The Lost, ainsi que par sa mère de se débarrasser d'un autre amant de Anna.
Interprété par Krystyna Jakubiak.

### Anthony Corrado
Anthony est le garde du corps personnel de Jimmy Pegorino, qui l'a élevé comme un fils. Paresseux et benêt, il se fait constamment rabrouer et humilier par son « boss ». Alors que le FIB l'aura persuadé de porter un micro pour faire tomber Pegorino, il fera un arrêt cardiaque lorsque ce dernier lui téléphonera pour l'intimider. Niko recevra l'ordre de Pegorino d'aller assassiner Anthony à l'hôpital pour le faire taire.
Interprété par Robert Furano.

### Ilyena Faustin
Ilyena est la femme de Mikhail Faustin et la mère d'Anna Faustin. Lorsque Niko travaille pour son mari, elle lui raconte comment son mari était un homme plus tendre à l'époque. Après la mort de son mari, elle demande à Niko de débarrasser sa fille de son amant.
Interprété par Marcy McGuigan.

### Mohammed
Mohammed est chauffeur de taxi pour l'entreprise de Roman. Né au Moyen-Orient, il serait marié et aurait six enfants. Lorsque Niko seras assez proche de Roman, Niko pourras prendre le taxi gratuitement. Mohammed seras toujours le chauffeur. Il n'est pas du tout heureux de conduire Niko gratuitement et se montreras agressif envers lui.
Interprété par Manish Dayal.

### Maureen McReary.
Maureen McReary est veuve et est la mère de la fratrie des McReary. La femme âgée est au courent de toutes les activités criminelles de ses fils. Patrick et Kate vivent encore chez elle. Elle aurait été victime de violence domestique lorsque son mari était encore en vie.
Interprétée par Doris Belack.

### Michael Keane
Parfois surnommé Saint Micheal, Michael Keane est un membre et ami de la Famille du crime McReary. Avec ces derniers et Niko, il participe à plusieurs coups. Il est souvent traité de stupide ou de consanguin par ses amis. Lors du braquage d'une banque avec Patrick, Derrick et Niko, il se fera tuer d'une balle dans le cœur par un otage. Patrick donnera la part du butin destiné à Michael à sa famille. Patrick avouera culpabiliser de n'avoir jamais été gentil avec lui.
Interprété par Peter O'Connor.

### Gordon Sargent
Autre membre de la Famille du crime McReary, Gordon Sargent rencontre Niko dans plusieurs mission où il travaille avec les McReary, notamment pour surveiller Gracie Ancelotti lors de son kidnapping. Il est connu pour ses nombreuse dettes envers des Bookmakers. 
Interprété par David Conley. 

### Stevie
Peu de choses sont connues à son sujet. Il est un ami de Brucie. Niko volera des voitures pour lui en échange d'argent. Il ne contacte le joueur que par message texte.
Comme il ne contacte le joueur que par message texte, il n'a aucun acteur.

### Wade «The Fixer» Johnson
Sur le surnom de The Fixer, Wade donnera par téléphone public des missions d’assassinat au joueur. On ne le voit jamais physiquement.
Interprété par Karel Roden.  

### Ashley Butler
Ex-petite amie de Johnny Klebitz qui a toujours des sentiments pour elle. Elle est une junkie accro à différentes substances, au point d'entretenir des rapports sexuels avec quiconque accepte de lui fournir une dose. Amante de Ray Boccino, c'est elle qui enclenche involontairement la série d’événements liée aux diamants. Elle réapparaît dans GTA 5  où elle voit Johnny se faire tuer par Trevor Philips.
Interprété par Traci Godfrey.